# Racio Petrov
Racio Petrov Stoianov (în bulgară Рачо Петров Стоянов; n. 19 februarie/3 martie 1861, Șumen, Eyaletul Silistra, Imperiul Otoman – d. 22 ianuarie 1942, Belovo, Pazardjik, Bulgaria) a fost un general și politician bulgar.